# تجسوانی کولهاپوره
تجسوانی کولهاپوره (به انگلیسی: Tejaswini Kolhapure) (زاده ۱ ژانویه ۱۹۸۰) بازیگر هندی است.
از فیلم‌هایی که وی در آن نقش داشته است می‌توان به پلید و ناشناس اشاره کرد.